# Атимис
А̀тимис (на италиански: Attimis; на фриулски: Atimis; на словенски: Ahten, Ахтен) е село и община в Северна Италия, провинция Удине, автономен регион Фриули-Венеция Джулия. Разположено е на 133 m надморска височина. Населението на общината е 1893 души (към 2010 г.).